# Glenn Seaborg
Glenn Theodore Seaborg (Ishpeming, 19 april 1912 – Lafayette (Californië), 25 februari 1999) was een Amerikaans scheikundige en kernfysicus aan de Universiteit van Californië - Berkeley.
Seaborg was een van de eersten die een transuraan element wist te synthetiseren. Hiervoor won hij, samen met Edwin McMillan, in 1951 de Nobelprijs voor Scheikunde. Uiteindelijk is het scheikundig element seaborgium (Sg) naar hem vernoemd, alsmede het Amerikaanse Glenn T Seaborg Institute.

## Biografie
Seaborg werd geboren in Ishpeming, Michigan, als zoon van Herman Theodore (Ted) Seaborg en de in Zweden geboren Selma Olivia Eriksson. Zijn zus Jeanette werd twee jaar na hem geboren. Op tienjarige leeftijd verhuisde hij met zijn familie naar South Gate in Californië waar hij in 1929 zijn High Schooldiploma behaalde aan de David Starr Jordan High School in Watts. Aansluitend studeerde hij scheikunde aan de universiteit van Californië in zowel Los Angeles (UCLA) als Berkeley (UCB), waar hij in 1937 promoveerde. Van 1937 tot 1939 was hij de persoonlijk laboratoriumassistent van Gilbert Lewis, met wie hij enkele wetenschappelijk artikelen publiceerde.
In 1939 werd Seaborg benoemd tot universitair docent scheikunde aan de Universiteit van Californië te Berkeley, om te promoveren tot adjunct-hoogleraar in 1941 en tot gewoon hoogleraar in 1945. In 1946 nam hij de verantwoordelijkheid op zich van de leiding van het kernchemische onderzoek binnen het Lawrence Radiation Laboratory (LRL). Van 1954 tot 1961 was hij adjunct-directeur van het LRL. In 1963 speelde Seaborg een sleutelrol als wetenschappelijk en diplomatiek onderhandelaar in werk dat uiteindelijk leidde tot het Limited Nuclear Test Ban Treaty (1963), een verdrag die een grens stelde aan het testen van kernwapens in de atmosfeer en onder de zee, en het Nuclear Non-Proliferation Treaty (1968), een verdrag dat de verspreiding van atoomwapentechnologie aan banden legde.
Glenn Seaborg was gehuwd met Helen Lucille Griggs, de toenmalige secretaresse van Ernest Lawrence. Samen kregen ze zes kinderen, van wie Peter Glenn in 1997 overleed. De anderen waren Kli Lynne, David Michael, Stephen Keith, John Eric en Dianne Karola.

## Werk
Over de periode 1940 tot 1958 breidde Seaborg en diverse collega's het periodiek systeem uit met elementen zwaarder dan uranium. Deze zogeheten transurane elementen zijn kunstmatige elementen met atoomgetallen boven de 92. De eerste, neptunium met atoomgetal 93, werd in 1940 ontdekt door Edwin McMillan en diens assistent Philip Abelson.
McMillan was ervan overtuigd dat er ook een element 94 moest zijn. Omdat hij naar het Massachusetts Institute of Technology (MIT) werd geroepen om mee te helpen aan de ontwikkeling van de radar nam Seaborg, met toestemming van McMillan, het project van hem over. In de 60-inch cyclotron te Berkeley beschoot hij uraniumisotoop U-238 met deuteronen, kernen van zwaar waterstof bestaande uit een proton en een neutron. Het resultaat was neptunium-238 plus twee neutronen dat via bètaverval werd omgezet in een onbekende transurane alfastraler.
In december 1940 wist Seaborg het betreffende element te isoleren. Het werd plutonium genoemd, naar de dwergplaneet Pluto. Al snel realiseerde hij zich dat transuranen een speciale serie elementen vormden – de actiniden, vergelijkbaar met de lanthaniden van de zeldzame aardmetalen. Op deze wijze kon hij samen met zijn medewerkers de scheikundige eigenschappen voorspellen van tot dan onbekende transuranen en dat stelde ze in staat deze te isoleren. Seaborgs naam is derhalve verbonden aan de ontdekking (of isolatie) van een aantal elementen, namelijk:
- Element 94 – plutonium (1940)
- Element 95 – americium (1944)
- Element 96 – curium (1944)
- Element 97 – berkelium (1949)
- Element 98 – californium (1950)
- Element 99 – einsteinium (1952)
- Element 100 – fermium (1952)
- Element 101 – mendelevium (1955)
- Element 102 – nobelium (1958)

Het werk betreffende transurane elementen was direct relevant voor de Tweede Wereldoorlog in verband met de ontwikkeling van de atoombom. Met name de ontdekking van plutonium was belangrijk omdat theoretici berekend hadden dat de kernen van twee plutoniumisotopen (Pu-239 en Pu-241) gemakkelijk te splijten waren (net als uranium-235). Daartoe werd Seaborg gestrikt om leiding te geven aan een onderzoeksgroep aan het Metallurgisch Laboratorium van de Universiteit van Chicago.
Tot dan toe was alleen een microscopische hoeveelheid plutonium geproduceerd. Het was aan Seaborg om een geautomatiseerd proces te ontwikkelen om het element in voldoende hoeveelheden te produceren. Na drie jaar van intensief werk had hij en zijn team net genoeg plutonium gemaakt voor twee atoombommen. Een ervan was de "Fat Man", die in 1945 de Japanse stad Nagasaki verwoestte.
Na de oorlog (1946-1950) werd Seaborg door president Harry S. Truman benoemd tot lid van de General Advisory Committee van de pas opgerichte Atomic Energy Commission (AEC). In 1961 werd hij door de recent gekozen president John F. Kennedy gevraagd om voorzitter te worden van het AEC, de organisatie die alle gebruik van kernenergie in de Verenigde Staten overzag: militair, wetenschappelijk, industrieel en medisch. Deze functie vervulde hij tot 1971 toen zijn voorzittersschap afliep. Desondanks bleef hij latere Amerikaanse presidenten adviseren op het gebied van nucleaire energie en kernwapens. Daarnaast was hij een vurig pleitbezorger van elektriciteitsopwekking door middel van kernenergie.

#### Goud
Na talloze vergeefse pogingen van alchemisten met hun Steen der Wijzen in de voorgaande millennia, was het Seaborg die in 1980 met behulp van nucleaire techniek op microscopische schaal van bismut als eerste goud wist te maken. In een kernreactor slaagde hij erin duizenden bismut-atomen om te zetten in goud door transmutatie protonen en neutronen uit de bismutatomen te verwijderen. Doch zijn methode was zo omslachtig en kostbaar dat het onmogelijk was op deze op grote schaal uit te oefenen.

## Erkenning
Naast de Nobelprijs in 1951 met McMillan werd Seaborg voor zijn werk ook onderscheiden met onder andere de John Scott Medal (1953), de Perkin Medal (1957), de Enrico Fermi-prijs (1959), Benjamin Franklin Medal (1963) van het Franklin Institute, de Priestley Medal (1979), de Henry DeWolf Smith Award (1982), de Vannevar Bush Award (1988) en de National Medal of Science in 1991.
Seaborg was lid van enkele van Amerika's belangrijkste wetenschapsgenootschappen, waaronder het American Institute of Chemists, de New York Academy of Sciences, de California Academy of Sciences, de American Physical Society (APS), de American Academy of Arts and Sciences en de National Academy of Sciences. Verder was hij lid van de Britse Royal Society of Arts en de Koninklijke Zweedse Academie van Wetenschappen.
1901: Van 't Hoff ·
1902: E. Fischer ·
1903: Arrhenius ·
1904: Ramsay ·
1905: Baeyer ·
1906: Moissan ·
1907: Buchner ·
1908: Rutherford ·
1909: Ostwald ·
1910: Wallach ·
1911: Curie ·
1912: Grignard, Sabatier ·
1913: Werner ·
1914: Richards ·
1915: Willstätter ·
1918: Haber ·
1920: Nernst ·
1921: Soddy ·
1922: Aston ·
1923: Pregl ·
1925: Zsigmondy ·
1926: Svedberg ·
1927: Wieland ·
1928: Windaus ·
1929: Harden, Euler-Chelpin ·
1930: H. Fischer · 
1931: Bosch, Bergius ·
1932: Langmuir ·
1934: Urey ·
1935: F. Joliot-Curie, I. Joliot-Curie ·
1936: Debye ·
1937: Haworth, Karrer ·
1938: Kuhn ·
1939: Butenandt, Ružička ·
1943: Hevesy · 
1944: Hahn ·
1945: Virtanen ·
1946: Sumner, Northrop, Stanley ·
1947: Robinson · 
1948: Tiselius · 
1949: Giauque ·
1950: Diels, Alder ·
1951: McMillan, Seaborg ·
1952: Martin, Synge ·
1953: Staudinger ·
1954: Pauling ·
1955: Vigneaud ·
1956: Hinshelwood, Semjonov ·
1957: Todd ·
1958: Sanger ·
1959: Heyrovský ·
1960: Libby ·
1961: Calvin ·
1962: Perutz, Kendrew ·
1963: Ziegler, Natta ·
1964: Hodgkin ·
1965: Woodward ·
1966: Mulliken ·
1967: Eigen, Norrish, Porter ·
1968: Onsager ·
1969: Barton, Hassel ·
1970: Leloir ·
1971: Herzberg ·
1972: Anfinsen, Moore, Stein · 
1973: E.O. Fischer, Wilkinson · 
1974: Flory ·
1975: Cornforth, Prelog ·
1976: Lipscomb ·
1977: Prigogine · 
1978: Mitchell ·
1979: Brown, Wittig ·
1980: Berg, Gilbert, Sanger ·
1981: Fukui, Hoffmann ·
1982: Klug ·
1983: Taube ·
1984: Merrifield ·
1985: Hauptman, Karle ·
1986: Herschbach, Lee, Polanyi ·
1987: Cram, Lehn, Pedersen ·
1988: Deisenhofer, Huber, Michel ·
1989: Altman, Cech ·
1990: Corey ·
1991: Ernst ·
1992: Marcus ·
1993: Mullis, Smith ·
1994: Olah ·
1995: Crutzen, Molina, Rowland ·
1996: Curl, Kroto, Smalley ·
1997: Boyer, Walker, Skou ·
1998: Kohn, Pople ·
1999: Zewail ·
2000: Heeger, MacDiarmid, Shirakawa ·
2001: Knowles, Noyori, Sharpless ·
2002: Fenn, Tanaka, Wüthrich ·
2003: Agre, MacKinnon ·
2004: Ciechanover, Hershko, Rose ·
2005: Grubbs, Schrock, Chauvin ·
2006: Kornberg ·
2007: Ertl ·
2008: Shimomura, Chalfie, Tsien ·
2009: Steitz, Yonath, Ramakrishnan ·
2010: Heck, Negishi, Suzuki ·
2011: Shechtman ·
2012: Kobilka, Lefkowitz ·
2013: Karplus, Levitt, Warshel ·
2014: Betzig, Hell, Moerner ·
2015: Lindahl, Modrich, Sancar ·
2016: Sauvage, Stoddart, Feringa ·
2017: Dubochet, Frank, Henderson · 
2018: Arnold, Winter, Smith ·   
2019: Goodenough, Whittingham, Yoshino ·
2020: Charpentier, Doudna ·
2021: List, MacMillan ·
2022: Bertozzi, Meldal, Sharpless ·
2023: Bawendi, Brus, Jekimov ·
2024: Baker, Hassabis, Jumper